# Камичия
Камичия (итал.  Camicia) — гора в итальянской области Абруцци.

## Описание
Гора в горном массиве Гран-Сассо-д’Италия (2570 м), на его гребне, между плато Кампо-Императоре на юге и истоком реки Фино на севере. На северном склоне находится Фондо-делла-Сальса, самое низкое постоянное снежное поле в Италии.